# Sergei Michailowitsch Krawtschinski

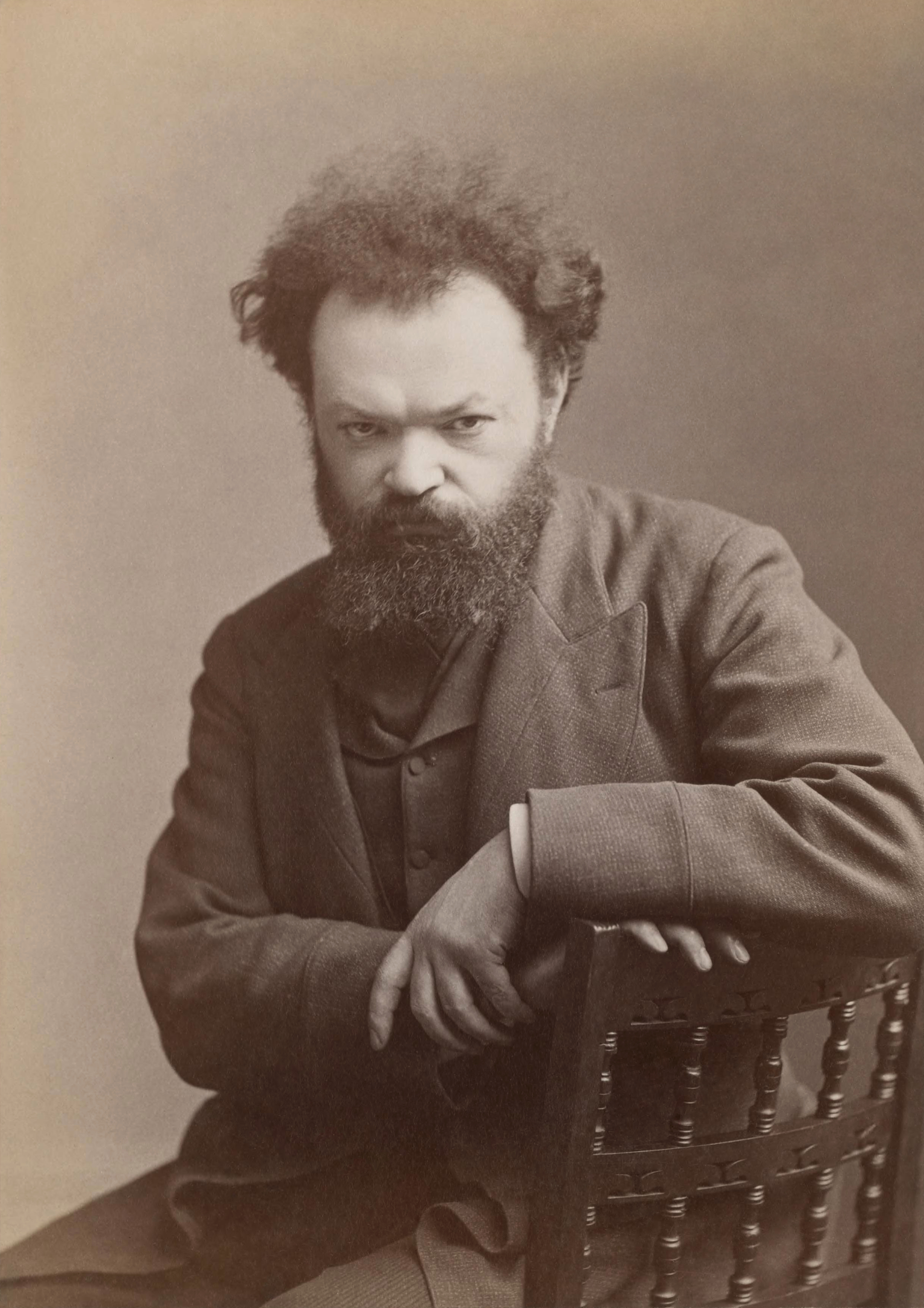
Sergei Krawtschinski

Sergei Michailowitsch Krawtschinski (russisch Сергей Михайлович Кравчинский, wiss. Transliteration Sergej Michajlovič Kravčinskij; geboren 1. Julijul. / 13. Juli 1851greg. in Nowyj Starodub, Gouvernement Cherson, Russisches Kaiserreich, heute Ukraine; gestorben 23. Dezember 1895 in London), besser bekannt unter dem Kampfnamen Stepniak („Steppensohn“), war ein russischer Revolutionär. Bekannt wurde er durch die Ermordung des zaristischen Polizeichefs von Sankt Petersburg 1878.

## Leben
Stepniak wurde 1851 als Sohn eines Militärarztes geboren. Er besuchte die Militärakademie und trat in den Militärdienst ein. Bei seinem Ausscheiden 1871 hatte er den Rang eines Unterleutnants.
1874 reiste Stepniak auf den Balkan und nahm am Aufstand der Bosnier und Herzegowiner 1875/76 gegen die Osmanen teil. Die Erfahrungen aus dem Aufstand verarbeitete er in einem Handbuch über den Guerillakrieg. 1877 nahm er an der Erhebung Errico Malatestas in Benevent (Italien) teil.
Vier Jahre später kehrte er nach Russland zurück, wo er sich der Bewegung Semlja i wolja („Land und Freiheit“) der Narodniki anschloss und zusammen mit Nikolai Morozow und Olga Ljubatowitsch das Parteiorgan herausgab.
Überzeugt von der Wirksamkeit terroristischer Anschläge im politischen Kampf erdolchte er im August 1878 in Sankt Petersburg den Chef der dortigen Polizei, General Nikolai Mesenzow, auf offener Straße.
Nach dem Attentat musste er Russland verlassen und ließ sich schließlich in London nieder, wo er unter dem Namen Friends of Russian Freedom (Freunde der russischen Freiheit) eine Gruppe russischer Dissidenten um sich sammelte und die Zeitschrift Russia Free Press herausgab.
1895 wurde Stepniak beim Überqueren eines Bahnübergangs von einem Zug überfahren.

## Schriften
- Sergius Stepniak: Das unterirdische Russland. Revolutionäre Porträts und Skizzen aus der Wirklichkeit. Vorwort von Peter Lawroff. Aus dem Italienischen übersetzt von Max Trautner. Jenni, Bern 1884. Neuausgabe: Bahoe Books, Wien 2014, ISBN 978-3-903022-04-1 (Inhalt).
- Stepniak: Der russische Bauer. Autorisierte Übersetzung von Dr. Vikor Bauer. J. H. W. Dietz, Stuttgart 1893. BSB (=Internationale Bibliothek 15)